# Zephronia ovalis
Zephronia ovalis är en mångfotingart som beskrevs av Gray 1832. Zephronia ovalis ingår i släktet Zephronia och familjen Zephroniidae. Inga underarter finns listade i Catalogue of Life.